# نكاتية
النكاتية أو طيور الطول (الاسم العلمي: Recurvirostridae) هي فصيلة من الطيور تتبع رتبة الزقزاقيات من طائفة الطيور. وهي فصيلة طيور تتكون من 13 نوعًا، وهي الطيور متوسطة الحجم، جوالة في الأماكن المائية لها منقار مميز طويل ورفيع، وأرجل طويلة ورفيعة، ويبلغ طول الطائر 30 - 50 سم ووزنه 140 - 435 جراما.

## أجناس
- النكات
- الكرسوع